# 조 런드
조 런드(Zoë Lund, 1962년 2월 9일 ~ 1999년 4월 16일)는 미국의 음악가, 모델, 배우, 저자, 프로듀서, 정치활동가, 각본가이다. 영화 감독 에이블 페라라와 함께 2개의 영화를 함께 참여한 것으로 알려져 있다: 복수의 립스틱, 배드 캅.

## 참여 작품

### 영화
- 복수의 립스틱
- 배드 캅

### 텔레비전
- 마이애미의 두 형사